# Anthony Watson (rugbysta)
Anthony Watson (ur. 26 lutego 1994 r. w Ashfordzie) – angielski rugbysta nigeryjskiego pochodzenia występujący na pozycji obrońcy lub skrzydłowego; reprezentant kraju, dwukrotny uczestnik i srebrny medalista pucharu świata.

## Młodość
Watson urodził się w Ashfordzie na przedmieściach Londynu, jednak pierwsze dwa lata życia spędził w Nigerii, ojczyźnie matki. Po raz pierwszy z rugby zetknął się w wieku pięciu lat, kiedy trafił do szkółki zespołu Effingham & Leatherhead RFC.
Następnie uczęszczał do St. George’s Junior School w Weybridge, którą to szkołę reprezentował w rugby, hokeju na trawie i krykiecie. W kategorii do lat 8 wraz ze szkolną drużyną rugby wywalczył mistrzostwo kraju. Te same dyscypliny sportu uprawiał także w szkole średniej, St. George’s College. W wieku 14 lat dołączył do akademii London Irish, gdzie dzielił pokój z Jonathanem Josephem, późniejszym kolegą z klubu i reprezentacji. W 2011 roku wraz ze szkolną drużyną dotarł do rozgrywanego na Twickenham Stadium finału młodzieżowego turnieju rugby Daily Mail Vase. Watson był wicekapitanem zespołu, a w trakcie turnieju pełnił funkcję kapitana. College, gdzie studiował chemię, ekonomię i wychowanie fizyczne, ukończył w roku 2012.
W młodości spędził rok w piłkarskiej akademii Wimbledonu, a w wieku 13 lat trafił na testy do Chelsea, jednak – jak sam przyznał – jego jedynym piłkarskim walorem była szybkość.

## Kariera klubowa
W październiku 2010 roku Watson, członek akademii London Irish zadebiutował w rozgrywkach A League, ligi rezerw, w meczu z Bath Rugby. Niespełna rok później, 24 września 2011 r. po raz pierwszy wystąpił w Premiership przeciw Newcastle Falcons. Miał wówczas zaledwie 17 lat i został tym samym najmłodszym zawodnikiem, który w barwach „the Exiles” zagrał w ekstraklasie. Był to jeden z zaledwie dwóch występów Watsona wśród seniorów w sezonie 2011/2012. Nieco częściej pojawiał się w składzie londyńskiego klubu w trakcie kolejnego roku. W październiku 2012 roku zadebiutował w rozgrywkach europejskich, w European Challenge Cup, kiedy wszedł z ławki rezerwowych w spotkaniu z Union Bordeaux Bègles, a tydzień później w pojedynku z Stade Montois zdobył swoje pierwsze przyłożenie w seniorskiej karierze. W barwach London Irish wystąpił łącznie w 18 spotkaniach.
Przed sezonem 2013/2014 Watson przeniósł się do drużyny Bath Rugby. W zespole z zachodniej Anglii szybko wywalczył sobie miejsce w składzie, w pierwszym roku zaliczając we wszystkich rozgrywkach 29 występów i pięć przyłożeń. Już w pierwszym sezonie w ekipie z Bath zagrał w finale European Challenge Cup, w którym jednak lepsi okazali się rywale z Northampton Saints. Watson zdobył nawet przyłożenie dla swojej drużyny, jednak później doznał kontuzji uda, która wykluczyła go z dalszego udziału w zawodach. W sezonie 2014/2015 Bath dotarło do finału angielskiej ekstraklasy. Watson wystąpił w tym meczu w podstawowym składzie, jednak po zbyt wysokiej szarży Owena Farrella z drugiej minuty pojedynku musiał przedwcześnie opuścić plac gry. Ostatecznie spotkanie zakończyło się dwunastopunktowym zwycięstwem Saracens.

## Kariera reprezentacyjna
Watson był stypendystą programu rozwoju młodzieży prowadzonego przez RFU. Po raz pierwszy wystąpił w drużynie narodowej w zespole do lat 16. Po awansie do reprezentacji U-18, swoje pierwsze przyłożenie zdobył w grudniu 2010 roku w rozegranym na Donnybrook Stadium meczu z rówieśnikami z Irlandii.
W kwietniu 2011 roku brał udział w mistrzostwach Europy U-18. W końcówce półfinału z Walią popisał się decydującym przyłożeniem, które zapewniło Anglikom awans. W ścisłym finale lepsi okazali się być jednak reprezentanci Irlandii. Pięć miesięcy później był jednym z członków drużyny do lat 18, która sięgnęła po złoto w rugby 7 podczas Igrzysk Wspólnoty Narodów Młodzieży odbywających się na Wyspie Man.
W lutym kolejnego roku (wciąż mając zaledwie 17 lat) w ciągu trzech tygodni od przyłożenia, jakie zdobył w meczu reprezentacji U-18 z Francją, zadebiutował w młodzieżowej odmianie Pucharu Sześciu Narodów. W swoim pierwszym spotkaniu w zespole do lat 20, ze Szkocją, po wejściu na boisko z ławki rezerwowych zdobył także swoje pierwsze przyłożenie na tym szczeblu wiekowym. Dołożył do niego kolejne dwa w pojedynku z Walią na stadionie Twickenham Stoop. Rok później angielska młodzież sięgnęła po zwycięstwo w tym turnieju, a Watson w meczach Pucharu zdobył cztery przyłożenia. W czerwcu 2013 roku po zwycięstwie nad Walią został wraz z kolegami z drużyny mistrzem świata juniorów. Obrońca wymiernie przyczynił się do końcowego sukcesu, zdobywając punkty przez przyłożenie w półfinałowym meczu z Nową Zelandią.
Po owocnych występach na poziomie młodzieżowym, jesienią Watson wziął udział w zgrupowaniu reprezentacji seniorów przed meczem z Argentyną. Otrzymał także powołanie na rozgrywany w lutym i marcu Puchar Sześciu Narodów, jednak w celu zdobycia doświadczenia został skierowany do drugiej reprezentacji, England Saxons. W swoim debiutanckim meczu z zespołem z Irlandii rozgrywanym na Kingsholm Stadium w Gloucester zdobył nawet przyłożenie. W czerwcu uczestniczył w obozie przygotowawczym w Nowej Zelandii, w trakcie którego zadebiutował w pierwszej reprezentacji w sparingu z miejscowymi Crusaders. Pełnowymiarowy debiut Watsona przypadł na listopadowy mecz z nowozelandzkimi „All Blacks”.
Dzięki swojej ponadprzeciętnej szybkości oraz umiejętnościom gry w powietrzu zanotował imponujący początek kariery reprezentacyjnej. Watson rozpoczynał na placu gry wszystkich pięć spotkań Pucharu Sześciu Narodów 2015, w których zdobył dwa przyłożenia. Następnie otrzymał powołanie na rozgrywany w Anglii Puchar Świata w Rugby 2015. W jego trakcie wystąpił w podstawowym ustawieniu na pozycji skrzydłowego we wszystkich czterech meczach swojej drużyny. Zdobył w nich trzy przyłożenia – jedno z Australią i dwa z Urugwajem.
Na początku 2016 roku, podczas Pucharu Sześciu Narodów był podstawowym zawodnikiem swojej reprezentacji, zaś Anglicy po raz pierwszy od 13 lat sięgnęli po Wielki Szlem.
W 2019 roku brał udział w Pucharze Świata, podczas którego reprezentacja Anglii dotarła do finału. W nim jednak 12:32 uległa Południowej Afryce.
W maju 2021 roku ogłoszono, że zawodnik znalazł się w składzie British and Irish Lions na serię spotkań w Południowej Afryce.

## Wyróżnienia
- nominacja do tytułu Młodej Sportowej Osobowości Roku 2011 według BBC (2011 BBC Young Sports Personality of the Year)[4][20]
- nominacja do tytułu Odkrycia Sezonu 2013/2014 (Discovery of the Season)[31]
- nominacja do nagrody Młodego Gracza Roku 2014 według Rugby Players’ Association (RPA Young Player of the Year)[32]
- nominacja do nagrody Młodego Gracza Roku 2015 według Rugby Players’ Association[33]

## Życie osobiste
Ojciec Anthony’ego, Duncan związany jest z branżą petrochemiczną. Podczas jednej z podróży służbowych poznał pochodzącą z nigeryjskiego Lagos Viv, swoją przyszłą żonę.
Nie tylko Anthony, ale także jego dwaj bracia związani są z rugby: trzy lata starszy Marcus, zawodnik m.in. Saracens czy Newcastle Falcons był reprezentantem Anglii w rugby 7 oraz młodzieżowym reprezentantem w odmianie piętnastoosobowej. Z kolei trzy lata młodszy Callum ma za sobą występy w London Irish. Także ojciec całej trójki, Duncan w przeszłości grał w rugby, jako rwacz w drużynie Saracens, jednak jego karierę szybko zakończyła kontuzja kolana.